# Glenn Standring
Glenn Standring es un guionista, productor y director de cine neozelandés que trabaja en los géneros de acción, terror y fantasía.

## Vida
Standring es de Feilding en la Isla Norte de Nueva Zelanda. Es descendiente de habitantes de Glasgow y Mancun del lado europeo y de la tribu Ngāpuhi del lado de Nueva Zelanda.
Estudió cine en la Escuela de Bellas Artes de Ilam y obtuvo una licenciatura con honores de primera clase en Arqueología de la Universidad de Otago en Dunedin.

## Carrera
Su último cortometraje fue la animación experimental por computadora Lenny Minute One, que fue seleccionado para el concurso de cortometrajes de 1993 en el Festival de Cannes.
Su primer largometraje como escritor y director fue la película de bajo presupuesto The Irrefutable Truth about Demons (2000), que fue nominada a los premios a la mejor película en festivales de cine fantástico de Portugal y España.
La segunda película de Standring fue Perfect Creature. La película era un ambicioso thriller de terror ambientado en un universo alternativo de Nueva Zelanda que incorporaba elementos de historia y fantasía. En este mundo los vampiros son protectores de la humanidad, más que enemigos. La película se vendió a 20th Century Fox a un precio supuestamente récord para una película de Nueva Zelanda.
Su tercer largometraje como escritor y productor, Tierra de guerreros, se estrenó en 2014. La película es un largometraje de acción en idioma maorí rodado en Auckland y la zona central de la Isla Norte de Nueva Zelanda. Presenta el arte marcial maorí Mau Rakau, un estilo de lucha cuerpo a cuerpo único y no muy conocido fuera de Nueva Zelanda. La película fue un éxito de taquilla doméstica y obtuvo un lugar de presentación especial el día inaugural del Festival Internacional de Cine de Toronto y estuvo entre las 10 mejores películas del año de Deborah Young (Hollywood Reporter), recibiendo aplausos de James Cameron y Peter Jackson. Fue la candidata de Nueva Zelanda a los premios Oscar a la mejor película en lengua extranjera.
Fue escritor y productor ejecutivo del thriller de Reino Unido y Nueva Zelanda 6 Days, que contó con Abbie Cornish, Mark Strong y Jamie Bell. La película original de Netflix se proyectó en el Festival de Cine de Londres BFI y recibió elogios de Total Film por estar "llena de tensión" y del Sunday Times del Reino Unido por ser "inesperadamente reflexivo".
También trabajó como guionista en el documental McLaren dirigido por Roger Donaldson. En 2020 fue productor ejecutivo y creador de The Dead Lands, una serie de terror/fantasía de 8 capítulos producida para AMC/Shudder Networks. Decider la llamó un emocionante y divertido riff antiguo maorí en el género de palabras Z y la revista Locus la vio como una serie de acción, aventuras y terror sobrenatural de primer nivel. 